# Eurovision Song Contest 2006
Eurovision Song Contest 2006, česky také Velká cena Eurovize 2006 (či jen Eurovize 2006), byl 51. ročník soutěže Eurovision Song Contest, který se konal v Athénách v Řecku, a to díky vítězství řecké zpěvačky Eleny Paparizou s písní „My Number One“ na předchozím ročníku. Soutěž, organizovaná Evropskou vysílací unií (EVU) a řeckou stanicí Ellinikí Radiofonía Tileórasi (ERT), se konala v olympijské hale. Semifinále se uskutečnilo 18. května 2006, finále o dva dny později. Moderátory obou přenosů byli herečka Maria Menounos a reprezentant Řecka na Eurovizi v letech 2004 a 2009 Sakis Rouvas.
Soutěže se zúčastnilo 37 zemí, což je o dva méně oproti předchozímu roku. Arménie se Eurovize zúčastnila poprvé, naopak Maďarsko, Rakousko a Srbsko a Černá Hora ze soutěže odstoupily. Srbsko a Černá Hora se původně mělo do soutěže zapojit, po skandálu v národním kole se ale rozhodlo raději nezapojit, přesto ale mohla země v soutěži hlasovat.
Vítězem se stala finská skupina Lordi s písní „Hard Rock Hallelujah“. Jednalo se o první vítězství Finska po 45 letech v soutěži. Šlo také o první hard rockovou píseň, která soutěž vyhrála.

## Semifinále
Semifinále se uskutečnilo 18. května 2006 ve 21 hodin místního času. Představilo se v něm 23 zemí, hlasovat ale mohlo všech 37 účastníků ročníku i Srbsko a Černá Hora.
| Pořadí | Země                | Interpret       | Skladba                        | Jazyk                                  | Umístění | Body |
| ------ | ------------------- | --------------- | ------------------------------ | -------------------------------------- | -------- | ---- |
| 1.     | Arménie             | André           | „Without Your Love“            | angličtina                             | 6.       | 150  |
| 2.     | Bulharsko           | Mariana Popova  | „Let Me Cry“                   | angličtina                             | 17.      | 36   |
| 3.     | Slovinsko           | Anžej Dežan     | „Mr Nobody“                    | angličtina                             | 16.      | 49   |
| 4.     | Andorra             | Jenny           | „Sense tu“                     | katalánština                           | 23.      | 8    |
| 5.     | Bělorusko           | Polina Smolova  | „Mum“                          | angličtina                             | 22.      | 10   |
| 6.     | Albánie             | Luiz Ejlli      | „Zjarr e ftohtë“               | albánština                             | 14.      | 58   |
| 7.     | Belgie              | Kate Ryan       | „Je t'adore“                   | angličtina                             | 12.      | 69   |
| 8.     | Irsko               | Brian Kennedy   | „Every Song Is a Cry for Love“ | angličtina                             | 9.       | 79   |
| 9.     | Kypr                | Annet Artani    | „Why Angels Cry“               | angličtina                             | 15.      | 57   |
| 10.    | Monako              | Séverine Ferrer | „La Coco-Dance“                | francouzština, tahitština              | 21.      | 14   |
| 11.    | Makedonie           | Elena Risteska  | „Ninanajna“ (Нинанајна)        | angličtina, makedonština               | 10.      | 76   |
| 12.    | Polsko              | Ich Troje       | „Follow My Heart“              | angličtina, polština, němčina, ruština | 11.      | 70   |
| 13.    | Rusko               | Dima Bilan      | „Never Let You Go“             | angličtina                             | 3.       | 217  |
| 14.    | Turecko             | Sibel Tüzün     | „Süper Star“                   | turečtina                              | 8.       | 91   |
| 15.    | Ukrajina            | Tina Karol      | „Show Me Your Love“            | angličtina                             | 7.       | 146  |
| 16.    | Finsko              | Lordi           | „Hard Rock Hallelujah“         | angličtina                             | 1.       | 292  |
| 17.    | Nizozemsko          | Treble          | „Amambanda“                    | angličtina, imaginární                 | 20.      | 22   |
| 18.    | Litva               | LT United       | „We Are the Winners“           | angličtina                             | 5.       | 163  |
| 19.    | Portugalsko         | Nonstop         | „Coisas de nada“               | portugalština, angličtina              | 19.      | 26   |
| 20.    | Švédsko             | Carola          | „Invincible“                   | angličtina                             | 4.       | 214  |
| 21.    | Estonsko            | Sandra          | „Through My Window“            | angličtina                             | 18.      | 28   |
| 22.    | Bosna a Hercegovina | Hari Mata Hari  | „Lejla“                        | bosenština                             | 2.       | 267  |
| 23.    | Island              | Silvía Night    | „Congratulations“              | angličtina                             | 13.      | 62   |

## Finále
Finále se uskutečnilo 20. května 2006 ve 21 hodin místního času. Zúčastnilo se ho 24 zemí – 10 nejlepších ze semifinála, 10 nejlepších z finále předchozího ročníku a státy z tzv. Velké čtyřky, které do finále postupují automaticky.
| Pořadí | Země                | Interpret                                    | Skladba                        | Jazyk                    | Umístění | Body |
| ------ | ------------------- | -------------------------------------------- | ------------------------------ | ------------------------ | -------- | ---- |
| 1.     | Švýcarsko           | six4one                                      | „If We All Give a Little“      | angličtina               | 16.      | 30   |
| 2.     | Moldavsko           | Arsenium feat. Natalia Gordienko a Connect-R | „Loca“                         | angličtina               | 20.      | 22   |
| 3.     | Izrael              | Eddie Butler                                 | „Together We Are One“          | hebrejština, angličtina  | 23.      | 4    |
| 4.     | Lotyšsko            | Vocal Group Cosmos                           | „I Hear Your Heart“            | angličtina               | 16.      | 30   |
| 5.     | Norsko              | Christine Guldbrandsen                       | „Alvedansen“                   | norština                 | 14.      | 36   |
| 6.     | Španělsko           | Las Ketchup                                  | „Bloody Mary“                  | španělština              | 21.      | 18   |
| 7.     | Malta               | Fabrizio Faniello                            | „I Do“                         | angličtina               | 24.      | 1    |
| 8.     | Německo             | Texas Lightning                              | „No No Never“                  | angličtina               | 14.      | 36   |
| 9.     | Dánsko              | Sidsel Ben Semmane                           | „Twist of Love“                | angličtina               | 18.      | 26   |
| 10.    | Rusko               | Dima Bilan                                   | „Never Let You Go“             | angličtina               | 2.       | 248  |
| 11.    | Makedonie           | Elena Risteska                               | „Ninanajna“ (Нинанајна)        | angličtina, makedonština | 12.      | 56   |
| 12.    | Rumunsko            | Mihai Trăistariu                             | „Tornerò“                      | angličtina, italština    | 4.       | 172  |
| 13.    | Bosna a Hercegovina | Hari Mata Hari                               | „Lejla“                        | bosenština               | 3.       | 229  |
| 14.    | Litva               | LT United                                    | „We Are the Winners“           | angličtina               | 6.       | 162  |
| 15.    | Spojené království  | Daz Sampson                                  | „Teenage Life“                 | angličtina               | 19.      | 25   |
| 16.    | Řecko               | Anna Vissi                                   | „Everything“                   | angličtina               | 9.       | 128  |
| 17.    | Finsko              | Lordi                                        | „Hard Rock Hallelujah“         | angličtina               | 1.       | 292  |
| 18.    | Ukrajina            | Tina Karol                                   | „Show Me Your Love“            | angličtina               | 7.       | 145  |
| 19.    | Francie             | Virginie Pouchain                            | „Il était temps“               | francouzština            | 22.      | 5    |
| 20.    | Chorvatsko          | Severina                                     | „Moja štikla“                  | chorvatština             | 12.      | 56   |
| 21.    | Irsko               | Brian Kennedy                                | „Every Song Is a Cry for Love“ | angličtina               | 10.      | 93   |
| 22.    | Švédsko             | Carola                                       | „Invincible“                   | angličtina               | 5.       | 170  |
| 23.    | Turecko             | Sibel Tüzün                                  | „Süper Star“                   | turečtina, angličtina    | 11.      | 91   |
| 24.    | Arménie             | André                                        | „Without Your Love“            | angličtina               | 8.       | 129  |